# Выборы в Сенат Чехии (2024)
Выборы в Сенат Чехии 2024 года прошли 20 — 21 сентября 2024 года (1 тур) и 27 — 28 сентября 2024 года (2 тур). В ходе выборов по мажоритарной избирательной системе в два тура было переизбрано 27 сенаторов из 81. Первый тур состоялся одновременно с региональными выборами. Это стали первые выборы, в которых победило движение ANO 2011, впервые с момента его основания в 2012 году.

## Избирательные округа
Выборы пройдут в 27 избирательных округах по всей стране. Поскольку сенат обновляется лишь на треть, две трети населения Чехии не участвуют в выборах сенаторов.
Выборы пройдут в избирательных округах: 2 — Соколов • 5 — Хомутов • 8 — Рокицаны • 11 — Домажлице • 14 — Ческе-Будеёвице • 17 — Прага 12 • 20 — Прага 4 • 23 — Прага 8 • 26 — Прага 2 • 29 — Литомержице • 32 — Теплице • 35 — Яблонец-над-Нисоу • 38 — Млада-Болеслав • 41 — Бенешов • 44 — Хрудим • 47 — Наход • 50 — Свитави • 53 — Тршебич • 56 — Бржецлав • 59 — Брно-город • 62 — Простеёв • 65 — Шумперк • 68 — Опава • 71 — Острава-город • 74 — Карвина • 77 — Всетин • 80 — Злин

## Разделение округов перед выборами
| Партия | Партия                | Лидер            | Мандаты  |
| ------ | --------------------- | ---------------- | -------- |
|        | ODS                   | Петр Фиала       | 10 из 27 |
|        | STAN                  | Петр Газдик      | 5 из 27  |
|        | Независимые кандидаты |                  | 4 из 27  |
|        | KDU-ČSL               | Павел Белобрадек | 2 из 27  |
|        | ČSSD                  | Ян Гамачек       | 1 из 27  |
|        | ANO 2011              | Андрей Бабиш     | 1 из 27  |
|        | TOP 09                | Иржи Поспишил    | 1 из 27  |
|        | Сенатор 21            | Вацлав Ласка     | 1 из 27  |
|        | Píratí                | Иван Бартош      | 1 из 27  |
|        | Ostravak              | Томаш Малек      | 1 из 27  |

## Разделение округов после выборов
|        |                       |                          |         |
| Партия | Партия                | Лидер                    | Мандаты |
|        | ANO 2011              | Андрей Бабиш             | 8 из 27 |
|        | ODS                   | Петр Фиала               | 5 из 27 |
|        | STAN                  | Вит Ракушан              | 5 из 27 |
|        | KDU-ČSL               | Мариан Юречка            | 2 из 27 |
|        | TOP 09                | Маркета Пекарова Адамова | 2 из 27 |
|        | SEN 21                | Вацлав Ласка             | 1 из 27 |
|        | SLK                   | Мартин Пута              | 1 из 27 |
|        | SOCDEM                | Михал Шмарда             | 1 из 27 |
|        | PŘÍSAHA               | Роберт Шлахта            | 1 из 27 |
|        | Независимые кандидаты | Независимые кандидаты    | 1 из 27 |